# Bratan, le frère
Pour les articles homonymes, voir Bratan.
Bratan, le frère (en russe : Братан) est un film soviétique du cinéaste tadjik Bakhtiar Khudojnazarov, sorti en 1991.

## Synopsis
Farah et son petit frère sont élevés par leur grand-mère dans un village isolé du Tadjikistan depuis la séparation de leurs parents. 
Un jour, ils décident de retourner voir leur père, médecin dans une ville près de la frontière afghane. Le grand frère, protecteur, voudrait bien pouvoir vivre sa vie et confier son petit frère à leur père.
Pour cela, ils empruntent le train (la motrice) de l'oncle Dunia. Après un voyage fertile en aventures, ils finissent par rejoindre leur père. 
Mais les relations ne sont pas simples entre le père et ses fils... 

## Fiche technique
- Réalisation : Bakhtiar Khudojnazarov

## Commentaires
- Bratan est le premier film de Bakhtiar Khudojnazarov, âgé de 25 ans au moment du tournage. Il possède déjà les qualités de beaucoup de grands films : le sens de l’espace, l’art de révéler les personnages, le découpage de l’intrigue, la photographie noir et blanc impeccable.
- Aucun des acteurs n’est professionnel, les dialogues sont empruntés à la vie quotidienne.

## Distinctions
- Festival des 3 Continents 1991 : prix du public et mention spéciale